# Katarina Wittová

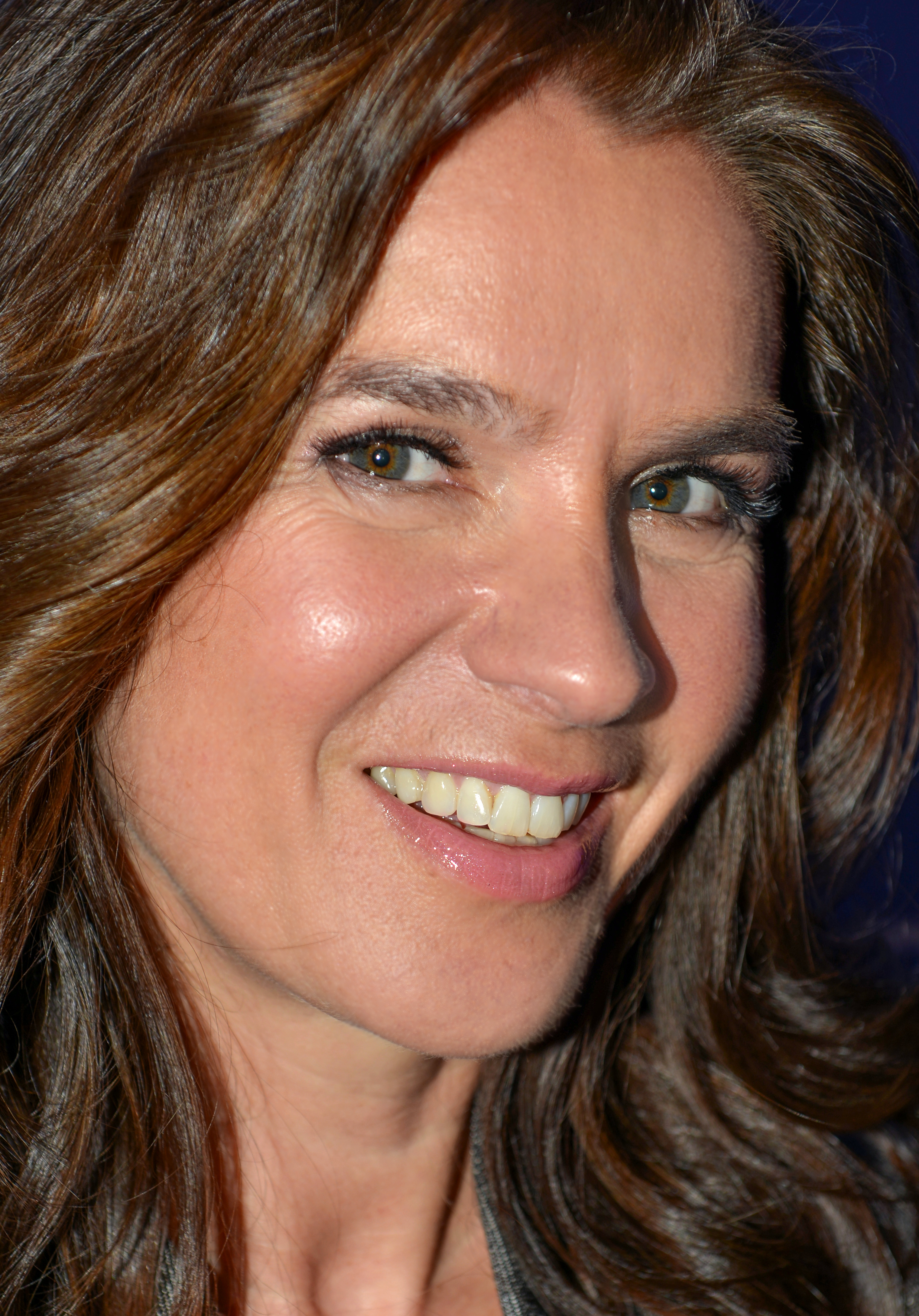
Katarina Wittová (2014)

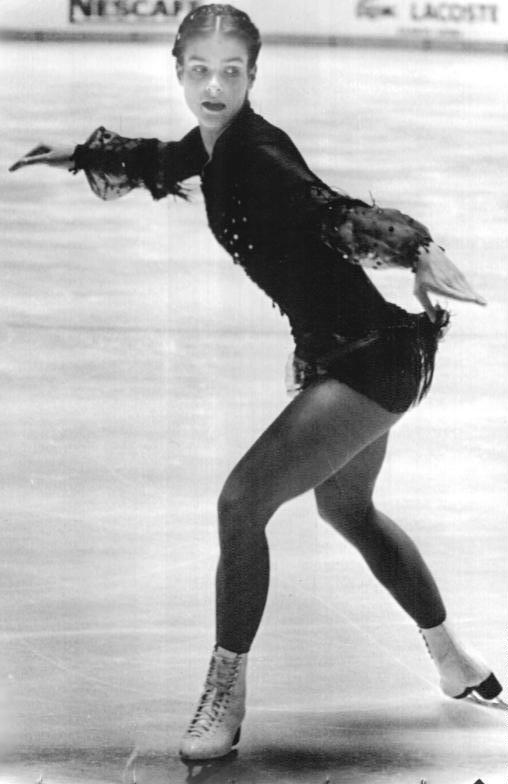

Katarina Wittová, nepřechýleně Katarina Witt (* 3. prosince 1965 Staaken), je bývalá německá krasobruslařka, která reprezentovala Německou demokratickou republiku a po sjednocení Německa také Spolkovou republiku Německo. V letech 1984 až 1994 získala dvě zlaté olympijské medaile na ZOH 1984 v Sarajevu a ZOH 1988 v Calgary, čtyřikrát se stala mistryní světa 1984, 1985, 1987 a 1988, a šestkrát v řadě zvítězila na mistrovství Evropy 1983–1988.
Sportovní výsledky ji řadí mezi nejúspěšnější krasobruslaře všech dob. Je také herečkou, televizní moderátorkou a obchodnicí.

## Osobní život
Narodila se ve městě Staaken v NDR, které sousedilo se Západním Berlínem. Základní školu navštěvovala v Saské Kamenici (tehdy Karl-Marx-Stadt, tradičně německy Chemnitz). Navštěvovala speciální školu pro sportovně talentované děti. Jejím domovským klubem se stal SC Karl-Marx-Stadt, kde ji od roku 1977 vzala do své péče nejúspěšnější východoněmecká trenérka krasobruslení Jutta Müller.
Následovala její úspěšná amatérská kariéra. Roku 1984 byla vyhlášena nejlepší sportovkyní Německé demokratické republiky. V roce 1988 se stala teprve druhou ženou po Sonje Henie, která dokázala obhájit olympijské vítězství. Poté se rozhodla přejít k profesionálům. Tři další roky strávila na krasobruslařských exhibicích ve Spojených státech společně s olympijským vítězem Brianem Boitanem. Jejich show nazvaná „Witt and Boitano Skating“ se stala tak úspěšnou, že poprvé za deset let vyprodali newyorskou halu Madison Square Garden programem v krasobruslení. Poté pokračovala u „Holiday on Ice“ po celých Spojených státech a v Západní Evropě.
V roce 1994 se rozhodla vrátit k amatérskému závodění. Opět ji připravovala Jutta Müller. Kvalifikovala se na ZOH 1994 do Lillehammeru, kde obsadila 7. místo. V roce 1995 byla uvedena do Síně slávy krasobruslení. V únoru a březnu 2008 uskutečnila turné, na kterém se rozloučila s aktivním krasobruslením.
Časopis Time ji nazval „Nejhezčí tváří socialismu“.
V soutěži z roku 2003 o největšího Němce historie nazvané Naši nejlepší se umístila na 70. místě.

### Kapitola Stasi
Po sjednocení Německa v roce 1990 vyšlo najevo, že Katarina Wittová měla spolupracovat s východoněmeckou tajnou policií Stasi. Sama zveřejnila 181 z celkových 1300 stran svazku a potvrdila, že od Stasi přijala luxusní vozy a zajištění nadstandardního bydlení.

### Herečka
V roce 1990 obdržela za roli ve filmu "Carmen na ledě" (1989) cenu Emmy. Objevila se vedle Toma Cruise ve snímku „Jerry Maguire“, a také si zahrála s Robertem De Nirem ve filmu „Ronin“.

### Playboy
Pro prosincové číslo Playboy Magazine roku 1998 se Katarina Witt nechala vyobrazit na sérii fotografií. Toto číslo se stalo teprve druhým v historii magazínu, které bylo vyprodáno (prvním se stalo číslo s Marilyn Monroe).

## Výsledky
| Událost                             | 1979 | 1980 | 1981 | 1982 | 1983 | 1984 | 1985 | 1986 | 1987 | 1988 | 1994 |
| ----------------------------------- | ---- | ---- | ---- | ---- | ---- | ---- | ---- | ---- | ---- | ---- | ---- |
| Zimní olympijské hry                |      |      |      |      |      | 1.   |      |      |      | 1.   | 7.   |
| Mistrovství světa                   |      | 10.  | 5.   | 2.   | 4.   | 1.   | 1.   | 2.   | 1.   | 1.   |      |
| Mistrovství Evropy                  | 14.  | 13.  | 5.   | 2.   | 1.   | 1.   | 1.   | 1.   | 1.   | 1.   | 8.   |
| Mistrovství NDR v krasobruslení     | 3.   | 2.   | 1.   | 1.   | 1.   | 1.   | 1.   | 1.   | 1.   | 1.   | –    |
| Mistrovství Německa v krasobruslení |      |      |      |      |      |      |      |      |      |      | 2.   |

## Filmografie
- 1998 – Ronin
- 1998 – V.I.P. (TV seriál)
- 1997 – Nikola (TV seriál)
- 1995 – Eisprinzessin, Die (TV film)
- 1994 – Greatest Hits on Ice (TV film)
- 1993 – Frasier (TV seriál)
- 1990 – Carmen on Ice (TV film)
- 2012 – Der Feind in meinem Leben